# Никола Шаиновић
Никола Шаиновић (Бор, 7. децембар 1948) бивши је српски политичар. Шаиновић је био премијер Србије и потпредседник владе Југославије. Од 3. септембра 2015, члан је главног одбора СПС-а.
Хашки трибунал је фебруара 2009. године осудио Шаиновића на 22 године затвора, на основу оптужнице која га је теретила за ратне злочине на Косову током 1999. године. Одслужење казне завршио је 26. августа 2015. године.

## Биографија
Шаиновић је дипломирао хемију на Универзитету у Љубљани. Политичку каријеру је након повратка у родно место почео у Савезу комуниста Југославије, а након распада странке постао је члан Социјалистичке партије Србије. За заменика премијера Србије именован је 1991.
Фебруара 1993. године, након ванредних парламентарних избора, изабран је за премијера Србије. На тој дужности био је до 1994. године. За потпредседника владе СР Југославије именован је 22. фебруара 1994. године.
Дана 28. новембра 1995. године је изабран за члана главног одбора СПС-а и члана извршног одбора странке. Дана 2. марта 1996. године је постао потпредседник СПС-а, а на том месту је остао до 24. априла 1997. године.
Слободан Милошевић је поверио Шаиновићу да председава Комисијом за сарадњу са верификационом мисијом ОЕБС-а на Косову и Метохији и био је један од српских представника преговорима у Рамбујеу у фебруару 1999. године.
Хашки трибунал је подигао заједничку оптужницу против Милошевића, Шаиновића, Милана Милутиновића, Драгољуба Ојданића и Влајка Стојиљковића, маја 1999. године, која их је теретила да су планирали, подстицали, наредили, починили или на други начин помагали и подржавали намерну и широко распрострањену или систематску кампању терора и насиља уперену против албанског цивилног становништва. Пресуда је обухватала повезаност са масовним убиствима албанских цивила у Сувој Реци, Великој Круши, Избици, Меји, Ћушкој, Вучитрну, Дреници и Горњем Обрињу.
Никола Шаиновић се предао 2. маја 2003. године, након чега је пребачен у Хашки трибунал. На првом појављивању 3. маја 2003. године се изјаснио да није крив ни по једној тачки оптужнице. На привремену слободу до почетка суђења пуштен је 15. априла 2005. године.
Никола Шаиновић је 26. фебруара 2009. године осуђен на затворску казну од 22 године затвора, рачунајући време његовог притвора у Хагу. Међутим у жалбеном поступку 23. јануара 2014. године смањена му је казна на 18 година затвора.
Дана 26. августа 2015. године Шаиновић је завршио одслужење казне. Током интервјуа 2016. године је изјавио да се већина злочина над албанским цивилима догодила ван оквира који су обухваћени његовом пресудом и да су поједини грађани могли своје родољубље да покажу тако што ће за мету одабрати ОВК, а не цивиле.